# Chocolate (cântec de Kylie Minogue)
„Chocolate” este un cântec al interpretei australiene Kylie Minogue de pe cel de-al nouălea său album de studio, Body Language (2003). Compoziția piesei a fost realizată de Johnny Douglas și Karen Poole, în timp ce producția a fost manevrată de Douglas. Melodia este o baladă care folosește ciocolata drept o metaforă pentru a descrie obsesia față de dragoste. Structura muzicală include elemente din genurile disco și funk, și este utilizată o voce șoptită și liniștită. Cântecul a fost lansat drept cel de-al treilea și ultimul disc single extras de pe album la 28 iunie 2004, sub egida casei de discuri Parlophone.
Recenziile criticilor de specialitate au variat de la favorabile la mixte; unii au apreciat natura comercială și vocea lui Minogue, în timp ce alții l-au criticat datorită sunetului demodat. În Australia, piesa nu a reușit să intre în top zece, ajungând pe locul paisprezece. „Chocolate” a obținut un succes mai bun în Regatul Unit, acolo unde a devenit cel de-al douăzeci și șaptelea șlagăr de top zece a lui Minogue, după ce a debutat pe locul șase în clasamentul UK Singles Chart. Single-ul a obținut poziții de top douăzeci în Italia și Ungaria, având cea mai bună performanță în România, unde s-a clasat pe locul doi.
Videoclipul muzical al melodiei „Chocolate” a fost regizat de Dawn Shadforth și conceput drept un omagiu adus musicalurilor Metro-Goldwyn-Mayer. Clipul o prezintă în principal pe Minogue și câteva dansatoare, într-o sală, interpretând o coregrafie realizată de Michael Rooney. Cântecul a fost interpretat în concertul special Money Can't Buy și la emisiunea televizată Top of the Pops. Melodia a fost, de asemenea, adăugată în lista cântecelor ale turneelor Showgirl: The Greatest Hits și Showgirl: The Homecoming.

## Informații generale și structură muzicală
În urma succesului global al celui de-al optulea său album de studio, Fever, Minogue a început ulterior să lucreze la cel de-al nouălea său album de studio, Body Language. Având ca scop principal crearea unui album dance-pop inspirat de muzica electronică a anilor '80, Minogue a cooptat colaboratori precum Johnny Douglas (cu care a lucrat anterior la albumul Light Years) și Karen Poole. Duetul a compus melodia „Chocolate” împreună, în timp ce Douglas s-a ocupat de producția cântecului. Potrivit website-ului lui Minogue, cântecul a fost una dintre melodiile ei preferate de pe album. Piesa a fost selectată drept cel de-al treilea disc single extras de pe Body Language și lansată la nivel mondial la 28 iunie 2004 sub egida casei de discuri Parlophone. Versiunea Maxi CD a single-ului include o față B, „City Games”, care a fost unul dintre primele cântece înregistrate pentru album.
Din punct de vedere muzical, „Chocolate” este o baladă care include în structura sa o gamă variată de genuri muzicale, având influențe disco, quiet storm și funk. Minogue cântă cu o voce sintetizată într-o manieră șoptită și pe respirație. Potrivit revistei muzicale Spin, cântecul descrie „dependența lui Minogue de dragoste” printr-o comparație cu ciocolata. Criticul Adrien Begrand de la revista PopMatters a numit versurile „senzuale”, citând sintagma „Hold me and control me and then/ Melt me slowly down” (ro.: „Ține-mă și controlează-mă și apoi/ Topește-mă încetișor”) drept exemplu. Helen Pidd de la ziarul The Guardian a considerat că versurile sunt „încărcate cu aluzii și insinuări siropoase.”

## Receptare

### Critică

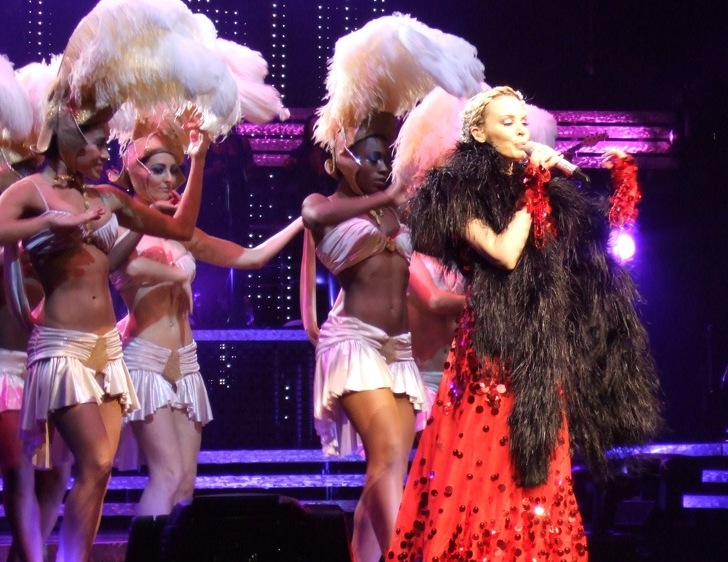
Minogue, însoțită de dansatori, interpretând „Chocolate” într-un concert din cadrul turneului Showgirl: The Homecoming (2006)

Andy Battaglia de la ziarul The A.V. Club a opinat că balada a avut succes în ceea ce privește execuția, descriind-o drept „o adiere de vânt funk și pocniri de degete.” Adrien Begrand de la PopMatters l-a considerat un punct culminant al celei de-a doua jumătăți a albumului Body Language, comentând că „salvează ultima jumătate a albumului din a fi o totală pierdere de timp.” Favorizând interpretarea vocală a lui Minogue, Eric Seguy de la website-ul Stylus Magazine a scris: „Kylie se dovedește a fi o interpretă desăvârșită, trecând lin prin muzica ambientală și liniștită din șlagărele disco furtunoase «Promises» și «Chocolate» cu aceeași ușurință.” Sal Cinquemani, redactor al revistei Slant Magazine, a comparat vocea lui Minogue cu cea a duetului britanic de muzică electronică Mono, considerând că tonul vocii se aseamănă cu „melancolia delicată” din albumul Bedtime Stories lansat de Madonna în anul 1994. O recenzie mixtă a venit din partea criticului Helen Pidd de la ziarul The Guardian, care a recunoscut potențialul comercial al piesei, însă a fost de părere că „sună prea demodat pentru avea un efect puternic într-o eră dominată de Beyoncé și Missy Elliott.” Revista Spin a criticat vocea prelucrată în mod exagerat a artistei și versurile lipsite de esență. Publicația a scris, de asemenea, că tema piesei a mai fost acoperită anterior de „artiști minori” precum cântăreața-textieră americană Mandy Moore. În lista celor mai bune cincizeci de cântece ale artistei realizată pentru ziarul Herald Sun cu ocazia celei de-a cincizecea aniversare a solistei, Cameron Adams a clasat „Chocolate” pe locul patruzeci și cinci, numindu-l „cel mai fără suflare cântec al ei — sună de parcă l-a înregistrat după ce a alergat în jurul blocului de cinci ori. Însă este în continuare ultra sexy — Kylie nu a trecut niciodată linia dintre sexy și vulgară, și este o linie din ce în ce mai fină”.

### Comercială
În țara de proveniență a lui Minogue, Australia, „Chocolate” a debutat pe poziția sa maximă, locul paisprezece, în clasamentul ARIA Singles Chart, devenind primul ei single de la „Your Disco Needs You” (2001) care să rateze o clasare în top zece. Cântecul a activat pentru o perioadă scurtă în ierarhie, acumulând doar patru săptămâni de prezență. În mod similar, piesa a debutat în top douăzeci în Italian Singles Chart, pe locul paisprezece, însă a părăsit clasamentul în următoarea săptămână. Single-ul a avut un succes mai bun în Regatul Unit, debutând pe locul șase în ierarhia UK Singles Chart și petrecând un total de șapte săptămâni în top o sută. A devenit cel de-al douăzeci și șaptelea șlagăr de top zece a lui Minogue în această regiune. „Chocolate” a obținut cel mai bun succes în România, debutând în primă instanță pe locul nouăzeci și șase, la 27 iunie 2004. Cântecul a avut o ascensiune treptată, urcând pe poziția sa maximă, locul doi, paisprezece săptămâni mai târziu, la 26 septembrie 2004. Melodia a staționat trei săptămâni consecutive pe locul doi, nereușind să depășească difuzările single-ului „Trick Me” lansat de Kelis. Piesa a petrecut șaisprezece săptămâni în top zece, și a acumulat un total de treizeci de săptămâni de prezență în clasamentul Romanian Top 100. În mod concomitent, „Chocolate” a ocupat locul treizeci și unu în ierarhia celor mai difuzate melodii la posturile de radio din România în anul 2004.

## Videoclipul muzical

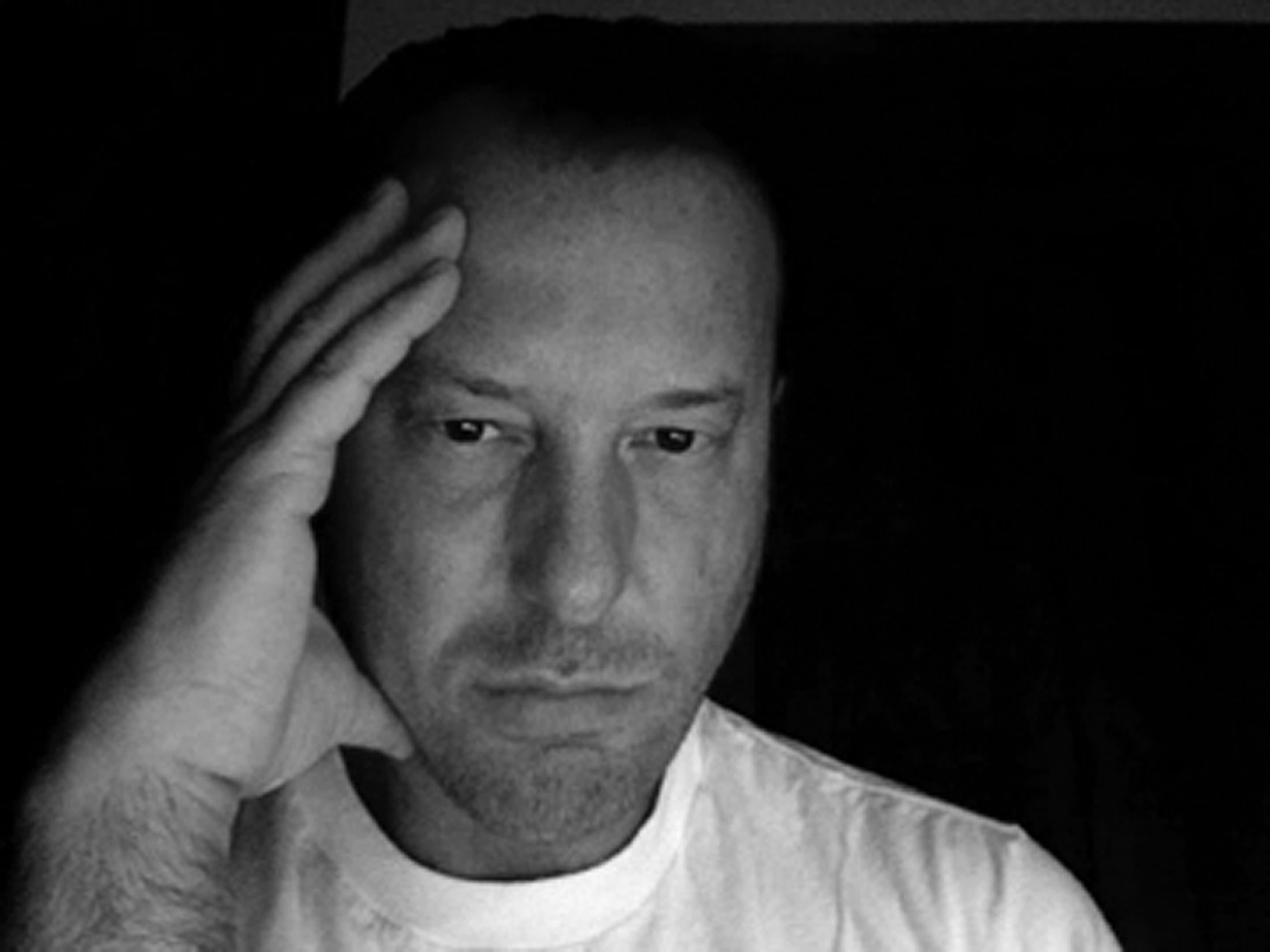
Helmut Lang, creatorul de modă austriac ce a realizat ținutele vestimentare din videoclip

Videoclipul muzical al cântecului „Chocolate” a fost regizat de Dawn Shadforth, în timp ce secvențele de dans au fost coregrafiate de Michael Rooney. Shadforth și Rooney au lucrat anterior alături de Minogue la videoclipul single-ului „Can't Get You Out of My Head” lansat în anul 2001. Clipul a fost conceput drept un omagiu către musicalurile vechi produse de compania americană Metro-Goldwyn-Mayer. Acesta include o secvență de balet de patruzeci de secunde pentru care Minogue a fost antrenată de Rooney timp de patru zile. Cântăreața a recunoscut faptul că sesiunile de antrenament au fost epuizante, însă a spus că rezultatul final a fost unul „elegant”. Artista s-a simțit „norocoasă” să poată să încorporeze o secvență de balet în videoclip, opinând că acesta este „mult mai diferit” în comparație cu restul repertoriului ei. Julie Aspinall, autoare a cărții Kylie: Queen of the World, a relatat că Minogue a adoptat un „stil Gallic fin” pentru clip. Aspinall a considerat că solista „își joacă rolul perfect”, sugerând că acest lucru se datorează relației sale cu actorul francez Olivier Martinez de la acea vreme. La cea de-a zecea ediție a premiilor American Choreography din 2004, Rooney a primit o nominalizare la premiul „Realizări deosebite în coregrafie – videoclip muzical” pentru „Chocolate”.
Clipul începe cu o secvență în care Minogue pozează într-o cameră întunecată, purtând un costum strălucitor pe care este proiectată o lumină curcubeu. Ea este prezentată ulterior stând în fața unui zid, îmbrăcată într-o rochie lungă și castanie. Pe măsură ce introducerea se sfârșește și primul vers începe, artista apare într-un hol interpretând o coregrafie alături de numeroase dansatoare îmbrăcate în costume mulate bej. Ținuta cântăreței este alcătuită dintr-o rochie roșie plisată din organză, realizată de creatorul de modă austriac Helmut Lang (în anul 2006, Minogue a donat acest costum către Centrul de Arte din Melbourne, unde este expus la colecția Kylie Minogue). Totodată, cadre ale dansatoarelor în aranjamente caleidoscopice sunt intercalate. Câteva secunde mai târziu, Minogue este înfățișată dansând alături de un bărbat într-o sală. Dansul lor se încheie cu bărbatul întinzând-o pe artistă pe podea și plecând. Douăsprezece femeie ce poartă rochii aurii și roz pastelat sunt văzute dansând pe o podea de culoare maro închis, ce se dovedește a fi pălăria lui Minogue, în timp ce camera de filmat de îndepărtează. Solista face ulterior cu mână unei persoane îndepărtate, și începe să culeagă petalele trandafirului roz pe care îl ține în mână. Restul videoclipului constă în scene intercalate aleatoriu ale secvențelor descrise anterior.

## Interpretări live
Un concert special, intitulat „Money Can't Buy”, a fost organizat în locația Hammersmith Apollo în Londra, la 15 noiembrie 2003, pentru a marca lansarea albumului Body Language. „Chocolate” a fost inclus în lista de cântece, fiind interpretat în cel de-al doilea act, „Bardello”. La 25 iunie 2004, solista a apărut la emisiunea muzicală britanică Top of the Pops pentru a cânta single-ul. Minogue a apărut în cadrul aceluiași program la 9 iulie pentru a interpreta a doua oară „Chocolate”.
Cântecul a fost inclus în lista de piese a turneului Showgirl: The Greatest Hits în 2005. Minogue nu a putut să își finalizeze turneului deoarece a fost diagnosticată cu cancer la sân incipient, fiind nevoită să își anuleze toate concertele din Australia. După o perioadă de tratament și recuperare, cântăreața și-a reluat turneul de concerte, intitulat de această dată Showgirl: The Homecoming, în anul 2007, iar „Chocolate” a fost din nou inclus în lista melodiilor.

## Ordinea pieselor pe disc și formate
| - CD single distribuit în Regatul Unit 1. „Chocolate” (Radio Edit) – 4:02 2. „Love at First Sight” (Live) – 4:59 - CD maxi single distribuit în Regatul Unit 1. „Chocolate” (Radio Edit) – 4:02 2. „City Games” – 3:44 3. „Chocolate” (Tom Middleton Cosmos Mix) – 7:31 4. „Chocolate” (EMÓ Mix Edit) – 4:32 - Vinil distribuit în Regatul Unit 1. „Chocolate” (Tom Middleton Cosmos Mix) – 7:31 2. „Chocolate” (Radio Edit) – 4:02 3. „Chocolate” (EMÓ Mix) – 4:32 | - CD maxi single distribuit în Australia 1. „Chocolate” (Radio Edit) – 4:02 2. „City Games” – 3:44 3. „Chocolate” (Tom Middleton Cosmos Mix) – 7:31 4. „Chocolate” (EMÓ Mix Edit) – 4:32 5. „Love at First Sight” (Live) – 4:59 |

## Prezența în clasamente
| Țară (clasament 2004)             | Poziția maximă | Referință |
| --------------------------------- | -------------- | --------- |
| Australia (ARIA)                  | 14             | [ 38 ]    |
| Austria (Ö3 Austria Top 40)       | 58             | [ 39 ]    |
| Belgia (Ultratip Flandra)         | 2              | [ 40 ]    |
| Belgia (Ultratip Valonia)         | 3              | [ 41 ]    |
| Elveția (Swiss Hitparade)         | 53             | [ 42 ]    |
| Franța (SNEP)                     | 69             | [ 43 ]    |
| Germania (Official German Charts) | 43             | [ 44 ]    |
| Grecia (IFPI Grecia)              | 14             | [ 45 ]    |
| Irlanda (IRMA)                    | 26             | [ 46 ]    |
| Italia (FIMI)                     | 14             | [ 47 ]    |
| Olanda (Single Top 100)           | 45             | [ 48 ]    |
| Regatul Unit (UK Singles Chart)   | 6              | [ 49 ]    |
| România (Romanian Top 100)        | 2              | [ 19 ]    |
| Scoția (OCC)                      | 10             | [ 50 ]    |
| Ungaria (Mahasz)                  | 7              | [ 51 ]    |

| Țară (clasament 2004)           | Poziția maximă | Referință |
| ------------------------------- | -------------- | --------- |
| Regatul Unit (UK Singles Chart) | 139            | [ 52 ]    |
| România (Romanian Top 100)      | 31             | [ 23 ]    |